# 埃勒里
埃勒里（英語：Ellery）是位于美国纽约州肖托夸县的一个镇，地处肖托夸县中部、詹姆斯敦西北，紧邻肖托夸湖，建于1821年。2010年美国人口普查时，该镇有4528人。其名称来源于美国独立宣言的签署人威廉·埃勒里。